# بيت الأبلم (بعدان)

تعديل مصدري - تعديل

بيت الأبلم هي إحدى قرى عزلة حيسان بمديرية بعدان التابعة لمحافظة إب، بلغ تعداد سكانها 564 نسمة حسب تعداد اليمن لعام 2004.